# Fernão de Magalhães
Fernão de Magalhães (vagy Fernando de Magalhães, IPA:[fɨɾˈnɐ̃w ðɨ mɐɣɐˈʎɐ̃jʃ], spanyolul: Hernando de Magallanes, világszerte: Ferdinand Magellan, magyarosan: Magellán Ferdinánd) (Sabrosa vagy Porto, 1480 – Fülöp-szigetek, 1521. április 27.) portugál felfedező, a Csendes-óceán névadója. Az ő vezetésével indult útjára 1519-ben az expedíció, melynek tagjai végül elsőként hajózták körül a Földet, ám Magalhães útközben, a bennszülöttekkel vívott harcban életét vesztette.

## A nagy vállalkozás előzményei
Származásáról annyit tudunk, hogy 1480-ban született, Sabrosa vagy Porto portugál városban, családja a nemesség negyedik fokán állt mint „fidalgo de cota de armes”, így saját címert viselhetett és beléphetett a királyi udvarba. Kora ifjúságában állítólag Leonora királynő apródjaként szolgált. Az 1505-ös hadjáratban mint egyszerű „sobresaliente”, azaz harcos szerepelt. Ezek voltak tanulóévei: vitorlát vont be, szivattyúzott, harcolt, részt vett az erődök építésében, árut hordott. Mindenben részt vett, így mindent megtanult a hajózás fortélyairól.
1506. március 16-án, Cannanorénél a tizenegy hajóból álló portugál flottát kétszáz muszlim megtámadta, arra számítva, hogy felkészületlenül éri az európaiakat, de sikerült visszaverni őket. Mindössze kétszáz sebesültet és nyolc embert veszítettek. Ez a győzelem biztosította a portugálok uralmát az indiai partokon. Magalhães is megsebesült, és Afrikába szállították. Ottlétéről kevés információ áll rendelkezésre, de valószínű, hogy egy ideig Sofalában tartózkodott, majd 1507 nyarán visszatért Lisszabonba.
1509-ben ott volt azon az öt hajóból álló flottán, ami Malakkára indult. A malájok kelepcébe próbálták csalni a portugálokat, de nekik sikerült az utolsó pillanatban megmenekülniük. Garcia de Susa kapitány legmegbízhatóbb embereként Magalhãesnak kulcsszerepe volt a megmenekülésben. Öt esztendei szolgálat után, 1510-ben, tiszti rangra emelték, majd idegenként tért vissza, 1512-ben.
Egyetlen jutalma, hogy felvették a kegydíjjal ellátandók listájára, így nem csoda, hogy az első és nem éppen kedvező alkalmat felhasználva újból szerencsét próbált. 1513 nyarán jelentkezett a Marokkóba induló szárazföldi expedícióba. Az Azamorba küldött hadseregben ismét csak beosztott tiszt volt. Megsebesült – egy lándzsa összeroncsolta térdét –, emiatt örök életére sánta maradt. Azt a megbízást kapta, hogy a zsákmány felvigyázója legyen – így keveredett sikkasztás gyanújába, de nem indítottak ellene vizsgálatot, hanem visszarendelték Portugáliába. A király elé járult kihallgatásra. Mánuel ugyanabban a teremben fogadta, ahol elődje, II. János Kolumbuszt utasította el, és ugyanaz a történelmi jelenet ismétlődött meg. Nevetséges összegű járadékemelést és tapasztalatához méltó megbízatást kért – Vasco da Gama óta nem volt olyan portugál hajós, mint ő. Mánuel ridegen elutasította, sőt amikor Magalhães nyíltan megkérdezte, hogy van-e kifogása az ellen, ha más országban keres szolgálatot, a király lemondott szolgálatairól.
Egy évet töltött látszólagos semmittevéssel. A déli tengereken hajózó kormányosokat, kapitányokat kérdezett ki; a Tesoariában, Mánuel király titkos levéltárában végigkutatta a szigorúan őrzött portolántérképeket (parti térképek), és a legutóbbi brazíliai expedíció hajózási naplóit. Barátságot kötött Ruy Faleiróval, a földrajz elméleti szakértőjével, akit mint kartográfust és asztronómust a legnagyobb tekintélynek tartottak. Mindezt miért? Ez idő tájt sokan keresték Panama környékén az átjárót a Csendes-óceánra. Kolumbusz azzal indult negyedik expedíciójára, hogy Indián keresztül tér haza. Amerigo Vespucci azért vizsgálta végig Amerika déli partvidékét, hogy elérje a fűszerszigeteket. Hernán Cortés negyedik útja előtt megígérte V. Károly császárnak, hogy Panama környékén megkeresi az átjárót a Csendes-óceánra. Miguel és Gaspar Corte-Real és John Cabot egészen a Jeges-tengerig hajóztak fel, Juan Díaz de Solís pedig végig a La Plata folyamon. Mindezt hiába tették. Az átjáró megtalálása, a távol-keleti 
fűszerszigetek keletről való elérése volt Magalhães álma is.
Antonio Pigafetta – Magalhães életrajzírója – szerint tisztában volt az átjáró létezésével. A nürnbergi kozmográfus, Johann Schöner 1515-ben készített földgömbje már jelöl egy szorost a déli szárazföld, Amerika (Brazília) és Alsó-Brazília között. Egy portugál hajózási hivatalnok jelentése szerint egy portugál hajó a 40. szélességi fokon egy Jóreménység fokához hasonló fokot talált, ami mögött a másik óceán található. Ez azonban – s így Magalhães információja is – téves volt, egy egyszerű félreértésen alapult. Az átjáró az 52. szélességi fok közelében fekszik, a 40. fok közelében a La Plata óriási torkolata található. Ezt vélték átjárónak, amit az is bizonyít, hogy saját parti térképükre és Schöner földgömbjére sem rajzolták be a La Plata gigászi folyamát, hanem helyette – a 40. szélességi fokon – csak az átjárót. Magalhães titka tehát ugyanúgy tévedés volt, ahogy Kolumbusz utazása is Paolo Dal Pozzo Toscanelli hibás földkerület-számításán alapult.
Mivel a portugál király elutasította, Spanyolországhoz fordult. 1517. október 20-án érkezett Sevillába. Rövid idő múlva elvette a szintén portugál emigráns Barbosa család leányát, így Sevilla polgáraként léphetett át a Casa de Contratación, a tengerészeti kereskedelmi kamara küszöbén.
A Casa de Contratación végül nem támogatta, ám üzletvezetője (faktora), Juan de Aranda mint magánember tovább foglalkozott vele. Kicsikarta számukra a kihallgatást Károly király előtt. Magalhães ügye a koronatanácsban eleinte rosszul állt. Faleiro előadta számításait, miszerint a fűszerszigetek a pápa által meghatározott határvonalon belül esnek, azaz Spanyolország birtokai, nem pedig Portugáliáéi. (A pápa, VI. Sándor békésen a portugáloknak és a spanyoloknak ajándékozta a földgolyót: 1493. május 4-én kelt bullájával a választóvonalat a Zöld-foki szigetektől száz leguasszal (régi mérföld) nyugatra állapította meg. Ami ettől a vonaltól nyugatra volt, az a spanyoloké, ami keletre, az a portugáloké lett. Ezt később – 1494. június 7-én, a tordesillasi szerződésben – portugál kérésre 270 leguasszal nyugatabbra helyezték.) Faleiro számításai később teljesen tévesnek bizonyultak: alaposan alábecsülte a Csendes-óceán méreteit. Húsz évvel később bebizonyították, hogy minden feltevése hamis volt, mert a fűszerszigetek mégis a portugál birtokhoz tartoztak.
Előadta, hogy Faleiróval tudnak a nyugati átjáró pontos helyéről, és hogy hajlandóak ezt a spanyol koronának adni, ha egy flottát bocsát a rendelkezésükre. Váratlanul éppen Kolumbusz egykori ádáz ellensége, Fonseca bíbornok állt Magalhães pártjára, így a koronatanács elfogadta a tervét, biztosítva ezzel a király, a későbbi V. Károly császár és a spanyol korona támogatását. Minden kívánságát elfogadták, 1518. március 22-én aláírták a Capitulationt, a végérvényes szerződést. V. Károly bizonyult a legszenvedélyesebb pártfogójának.
Portugália diplomáciai úton és szabotázzsal is megpróbálta megakadályozni az expedícióját, és bár egész Sevilla, sőt Spanyolország is ellenségesen méregette a portugál immigránst, V. Károly támogatásával keresztülvitte tervét. Az öt hajóból – Trinidad, San Antonio, Concepción, Victoria, Santiago – álló flotta 1519. szeptember 20-án, kedden, hajnalhasadáskor hagyta el a spanyol partokat.

Magalhães útja

## 1519–22, a Föld első körülhajózása
Az alacsony termetű, sánta Magalhães mosolyogni nem tudott, rideg volt és barátságtalan – nem csoda, hogy spanyol tisztjei gyűlölték. Merev módon, rövid pórázra fogta kapitányait, és feltétlen engedelmességet követelt tőlük, anélkül, hogy bármit is közölt volna velük terveiből. Amikor a San Antonio kapitánya, három napra minden kommunikációt beszüntetett vele, az első adandó alkalommal lefogatta és rabságba vetette.
November 29-én elérték a brazil partokat, majd 1520. január 10-én a mai Montevideót, a La Plata hatalmas torkolatát a 40. szélességi foknál, ahol az átjárót sejtette. Tizenöt napot töltöttek el hiábavaló kereséssel. Ekkor már tudta, hogy Martinus Behaim térképe hamis. A part mentén haladtak dél felé, minden kis öblöt alaposan átvizsgáltak. Két hónap alatt jutottak el Port San Julianig. A legénység nyugtalankodni kezdett, a spanyol kapitányok pedig elégtétellel szemlélték a növekvő elégedetlenkedést. Nem kerülhette el figyelmüket, hogy Magalhãest hamis térképek vezették félre, mert ha pontosan tudta volna, hol az átjáró, akkor nem kutatta volna át alaposan a La Plata torkolatát és az azóta útjukba eső kis öblöket sem. Ha visszafordult volna Brazília felé, akkor már nem parancsnok, hanem fogoly lett volna hazugsága miatt, ezért aztán lehetetlenné tette a visszatérést. Március 31-én zárt öbölhöz értek, és itt, San Julianban, a 49. szélességi fok alatt téli szállást rendeztek be. A bor- és kenyéradagot lecsökkentette, tovább bőszítve a legénységet. (Ez később hasznos, döntő lépésnek bizonyult, ugyanis kevesebb élelemmel nem tudtak volna átkelni a Csendes-óceánon.)

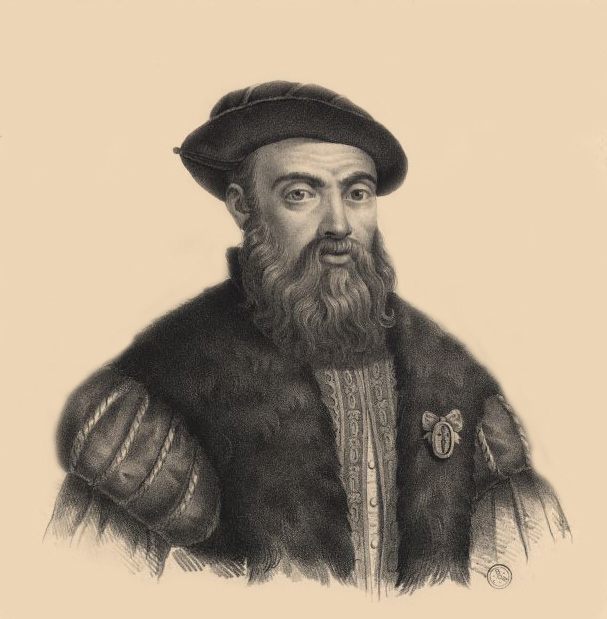
Magalhães

Az éjszaka leple alatt a spanyol kapitányok zendülést szítottak és megpróbálták átvenni a hatalmat. Magalhães hidegvérűen és gyorsan cselekedve leverte a lázadást. Egyik kapitányát, Gaspard de Quesadát kivégeztette, Juan de Cartagenát és egy lázító papot pedig a kietlen partvidéken magára hagyták. A visszatekintő történeti értelmezés hajlamos a győzteseknek adni igazat, így ítélték meg Magalhãest is. Ha vállalkozása sikertelen marad, úgy a zendülők kivégzését egyszerű gyilkosságnak tekintették volna. Magalhães mindenesetre példa lett az utódok számára. Francis Drake 57 évvel később szintén a San Julian öbölben került hasonló helyzetbe. Ismerte Magalhães történetét, és ugyanígy járt el a zendülőkkel szemben.
Magalhães flottája 4-5 hónapot töltött az öbölben. Ahogy a téli viharok enyhültek, a Santiago felfedezőútra indult, de balszerencsésen sziklának csapódott és elsüllyedt. Augusztus 18-án hagyták maguk mögött a San Julian-öblöt. Magalhães kétnapi hajózás után, 1520. augusztus 20-án újabb két hónapi téli pihenést rendelt el. A sors fintora, hogy 300 napi hajózás után, alig két napra a céltól állt meg.
1520. október 21-én értek egy fehér sziklafokhoz, amelyről a kormányosok egyöntetűen állították, hogy ez csak egy, a norvég fjordokhoz hasonló mély bevágás, de Magalhães ragaszkodott ahhoz, hogy ezt az öblöt is alaposan bejárják. A következő expedíciókban tucatszám pusztultak el a hajók, Magalhães mégis baj nélkül áthajózott a szoroson. Nem sietett, egy teljes hónapot szánt az alapos kutatásra, minden ágat gondosan átvizsgált. Itt kérte ki először a kapitányai véleményét: elégedjenek-e meg ezzel az eredménnyel, vagy hajózzanak-e egészen a fűszerszigetekig? Utoljára osztotta szét flottáját, elindultak az utolsó felderítő útra, és egyik csónakja megtalálta az átjárót a Csendes-óceánra. Legnagyobb hajója, a San Antonio azonban nem tért vissza a keresésből, megszökött. (A sors újabb érdekessége, hogy ugyanitt Francis Drake egyik hajója szintén megszökik majd.) Az élelmiszerkészletet szállító hajó elvesztése súlyos csapás volt, tartalékaik végzetesen megcsappantak.
1520. november 28-án felszedték a horgonyt, és kifutottak a sosem járt új tengerre, a Csendes-óceánra.

## A Csendes-óceánon
Kolumbusz harminchárom napig volt úton, és már egy héttel a kikötés előtt vízben úszó fadarabok és madarak megjelenése jelezte, hogy szárazföldhöz közelít. Ezzel szemben Magellán még száz nap után sem látta szárazföld nyomát. Faleiro számításai a távolságokról megdőltek. Azt hitte, hogy már rég elhagyta Japánt, holott még csak a Csendes-óceán harmadánál járt. A tengerészek még azokat az ökörbőrszíjakat is megették, amikbe a vitorlaállványokat foglalták. A friss, C-vitaminban dús élelem hiánya miatt kitört a skorbut, tizenkilencen haltak éhen, a megmaradt legénység tizede. 1521. március 6-án érték el az első szigeteket, a mai Guamot, és március 17-én már biztosan tudták, hogy révbe értek. Számítása szerint a Maluku-szigeteknél kellett volna lenniük, de valójában 10 fokkal eltértek északra, így a tévedés újabb felfedezéshez vezetett: teljesen ismeretlen szigetekre bukkantak, a Fülöp-szigetekre. Tettének érdemi része befejezést nyert, bebizonyította, hogy a Föld gömbölyű.
Mivel nem volt elég embere, hogy megbízottakat hagyjon hátra, minden sziget fejedelmével szövetséget kötött, keresztet és császári zászlót hagyott hátra. Sosem nyúlt erőszakhoz, az új tartományok bekebelezését barátsággal és szerződésekkel érte el. A törzsfőnököknek tett ígéreteit mind betartotta. Vasfegyelmet követelt, de sosem kegyetlenkedett. Április 7-én érték el Cebu szigetét. A sziget rádzsája, Humabon kereskedelmi kapcsolatban állt muszlim kereskedőkkel, kikötőjében vámot szedett, de amikor a muszlimoktól hallott a vérszomjas fehér hódítókról, meghajolt Magalhães előtt. Az európai fém 14 fontjáért 15 font aranyat cseréltek. Szigorúan kellett matrózait rendre utasítania, hogy mindenüket el ne cseréljék aranyra, mert nem akarta, hogy a túlságosan nagy kereslet megsejtesse a bennszülöttekkel, hogy mekkora értéke van Európában az aranynak. 1521. április 11-én Humabon rádzsa és családja is keresztény vallásra tért. (Érdekes adalék, hogy a királyné – négyszáz esztendővel megelőzve európai nőtársait – már ekkor pirosította ajkait és festette körmeit.) Magalhãest átjárta a biztonság vallásos érzése, és ez a hit lett a veszte. Lehetetlen volt, hogy minden kis szigetet egyenként hódoltasson be, így Humabon katolikus nagyfőnököt akarta az összes többi főnök uralkodójává tenni. Katonai segítséget ajánlott neki a kis Maktan-sziget Silapulapu nevű rádzsájával szemben. Pompás alkalomnak látta egy kis példaadásra, habár sem Humabon, sem kapitányai nem lelkesedtek az ötletért. Könnyelműen csak hatvan embert vitt magával a büntetőakcióra, pedig vihetett volna akár százötvenet is. Be akarta bizonyítani, hogy egy spanyol száz bennszülöttel is felér. A hatvan ember nem lett volna kevés Silapulapu ezerötszáz harcosa ellen, hiszen Cortez és Pizarro is négy-ötszáz emberrel győzött le százezer fős hadseregeket, ám a bozótos tengerpart ellene hatott.

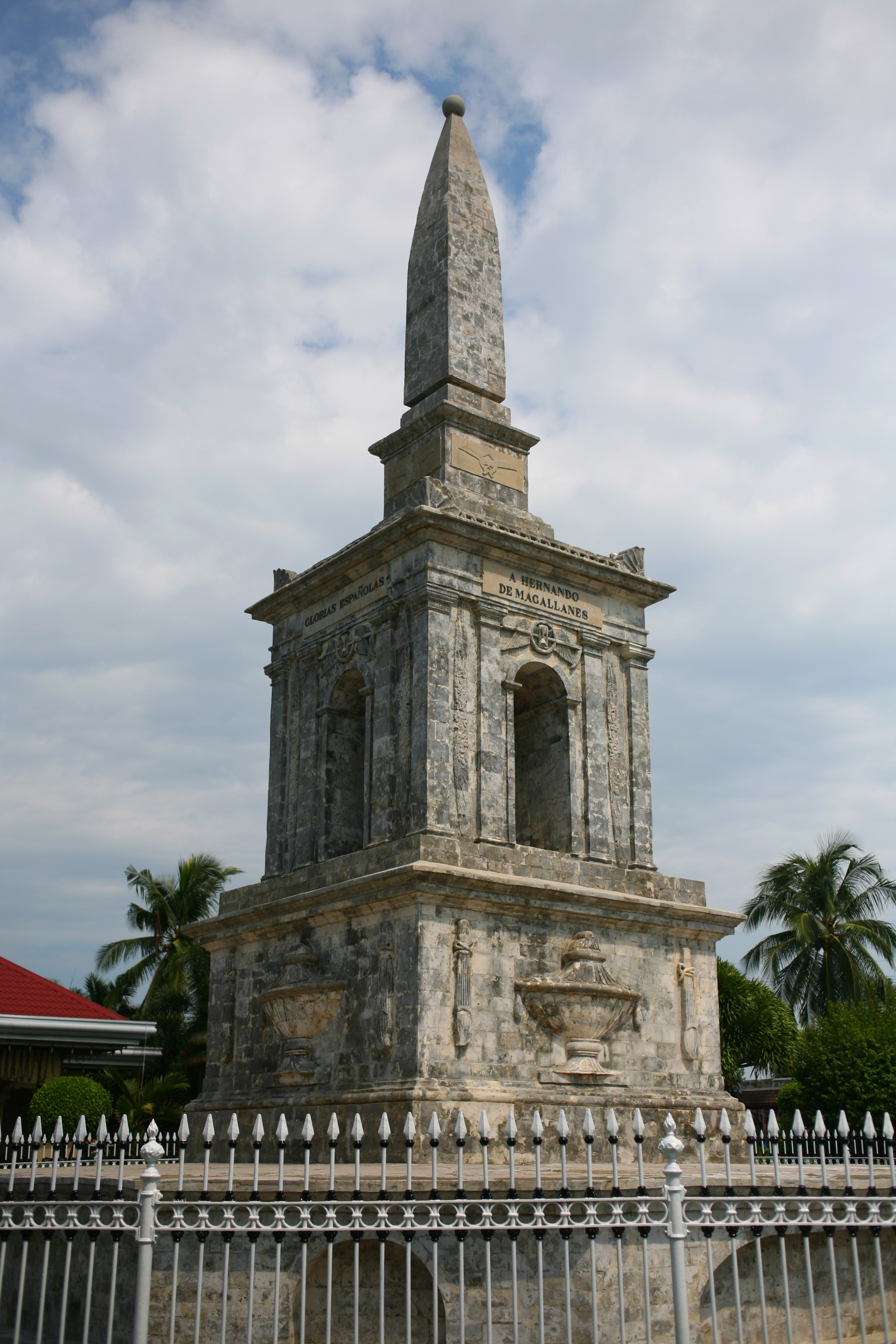
Magellán emlékműve Maktan-szigetén

1521. április 26-án partra szálltak Maktan-szigetén, de a térdig érő vízben csak gyalogosan közelíthettek, így teljesen kiszolgáltatottá váltak a parton várakozó lándzsás bennszülötteknek, hiszen ilyen távolságból a csónakokban felállított nehéz muskétáik tüze nem ütötte át a fapajzsokat sem. A 27-én lefolyt vad tengerparti ütközetben Magalhães előbb combján, majd arcán, karján, és lábán is megsebesült, végül arcra esett, s ekkor a bennszülöttek összes erőiket ráirányítva kegyetlenül lemészárolták. A spanyolok ugyan csak nyolc embert veszítettek, de sebezhetetlenségük mítosza – ami Cortez és Pizarro sikerének is titka volt – odalett. Ahogy később Cook kapitány, úgy Magalhães is szigetlakókkal folytatott küzdelemben vesztette életét. Holtteste sohasem került elő, bár bajtársai röviden alkudozva megpróbálták még valósággal visszavásárolni elhunyt tengernagyuk tetemét, a bennszülöttek nem voltak hajlandóak visszaszolgáltatni a számukra megfizethetetlen jelentőségű hadi zsákmányt. Jóllehet végrendeletében Sevilla székesegyházát jelölte meg végső nyughelyeként, ebből ugyanúgy nem lett semmi, mint később valamennyi más végintézkedéséből.

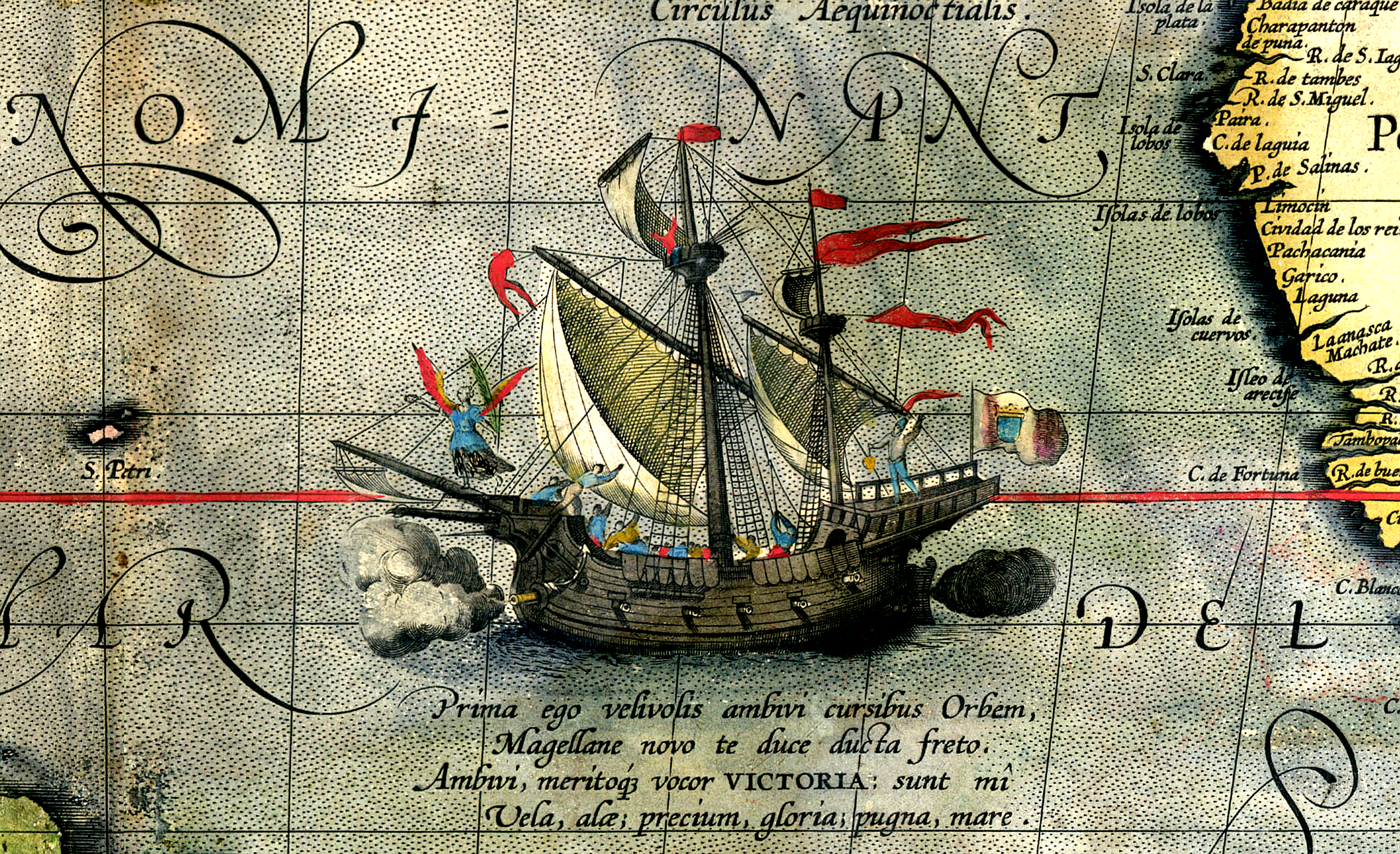
A 85 tonnás Victoria nevű karakk egyetlen hajóként tért vissza mindössze 19 emberrel a Földet megkerülő expedícióról, illusztráció Abraham Ortelius németalföldi térképész Csendes-óceánt ábrázoló térképén (1590)

A fehérek kudarcát látva Cebu királya cselt vetett, hogy megszerezze a spanyol hajókat. Ünnepségre hívta a tiszteket, és a huszonkilenc partra szállt európait lemészárolták vagy foglyul ejtették. A hajókon maradtak inkább gyorsan elhajóztak, mintsem hogy váltságdíjat fizessenek fogoly társaikért.
A Sevillában tengerre szállt 265 emberből már csak 115-en maradtak, ezért elégséges legénység hiányában a Concepciónt kénytelenek voltak felgyújtva hátrahagyni. A csonka flotta két megmaradt hajója, a Trinidad és a Victoria legénysége képzett hajósok nélkül vakon tapogatózva haladt a szigetek között és kalózkodásba kezdtek. Végül egy kirabolt bárkán Ternatéból (fűszerszigetek) származó foglyot ejtettek, aki ismerte a hazáig vezető utat. 1521. november 8-án kötöttek ki Tidore szigetén. A sziget törzsfőnöke elismerte a spanyol király fennhatóságát, és ellátta őket mindennel: fűszerrel, arannyal, élelemmel. Hazaindulás előtt kiderült, hogy a Trinidad nincs útra kész állapotban, javításra volt szüksége, így hátra kellett maradnia. A legénység egy része, 51 fő nem is bánkódott emiatt. Maradtak és a Csendes-óceánt áthajózva Panamába akartak eljutni. Tervük nem sikerült, portugál fogságba estek. A Victoria viszont Sebastiano del Cano kapitánnyal – aki részt vett a San Julian-öbölbeli zendülésben – és 46 emberével hamarosan útnak indult, hogy az Indiai-óceánon áthajózva, Afrikát megkerülve hazavitorlázzon. Nem használhatták a portugál állomásokat, mert megtudták, hogy Mánuel király utasítást adott: minden hajóját el kell fogni, embereit rabságra kell vetni. Megállás nélkül kellett megkerülniük a Jóreménység-fokot.
1522. február 13-án hagyták maguk mögött Timor szigetét 26 tonna fűszerrel megrakottan. Öthavi élelmet raktak a hajóra, de só hiányában a hús rothadásnak indult és csak rizsük maradt. Újra kitört a skorbut. A Jóreménység-foknál viharba kerültek, elvesztették az előárbócot és megrepedt a főárbóc is. A tessék-lássék helyrehozott hajó így evickélt észak felé, az afrikai partok mentén. Már csak harmincegyen voltak életben, amikor öt hónapi szakadatlan utazás után, július 9-én elérték a portugál fennhatóság alá tartozó Zöld-foki szigeteket. Két-három napi élelemmel rendelkeztek csupán, így kénytelenek voltak cselhez folyamodni: Amerikából idesodródott, szerencsétlenül járt spanyol hajónak adták ki magukat. A csel majdnem bevált: a portugálok már ellátták őket élelemmel, már kijavították a hibákat, amikor fény derült a turpisságra. A Victoria – legénységének jó részét a parton hagyva, mindössze tizennyolc főnyi legénységgel – kereket oldott.
Itt, a Zöld-foki szigeteknél tette Pigafetta korszakalkotó felfedezését: a pontos naplójuk szerinti szerda helyett csütörtök volt a szigeteken, így kiderült, hogy a Föld forgását követve időt nyerhet az ember. Ez a felfedezés meglepte és fellelkesítette az egész művelt, humanista világot.
1522. szeptember 4-én megpillantották a Szent Vince-fokot és 6-án, ahol a Guadalquivir San Lucar de Barrameda mellett a tengerbe torkollik, partot értek. Útjuk véget ért. A San Antonio árulói, akik annak idején hazafias tettel tértek haza, először megrémültek. Csak akkor nyugodtak meg, amikor kiderült, hogy Magalhães halott és hogy Juan Sebastián Elcano a kapitány. Ő maga is a zendülők között volt annak idején, és most ő aratott le minden dicsőséget. Del Cano átadott minden irományt a királyi udvarnak, de egyetlen sort sem, ami Magalhães keze jegyét viselte volna. (Egyedül a Trinidad portugál kézre jutása révén maradt fent egyetlenegy Magalhães által aláírt okmány.) Az általa vezetett hajónapló eltűnt.
Végrendeletéből egyetlen pontot sem teljesítettek, amit a Capitulationban kiharcolt, abból semmi sem lett. Felesége és két apró fia meghaltak az utazás három éve alatt, vérrokona nem maradt. Faleirót börtönbe vetették, ahogy portugál területre lépett.
A Magellán-expedícióról az első részletesebb beszámolót az erdélyi származású Maximilianus Transylvanus írta meg, egy hosszabb latin nyelvű levélben, alig egy hónappal a Victoria visszaérkezését követően.

## Az utókor
A bátor konkvisztádorok kevés hálát tapasztaltak királyaik részéről. Kolumbusz láncra verve tért vissza Sevillába, Cortez kegyvesztett lett, Pizarrót megölték, De Balboát, a Déli-tenger felfedezőjét lefejezték. Camoes, Portugália nagy harcosa és költője éveket töltött börtönben. A fűszerszigetek végül 305 ezer dukátért visszakerültek Portugália birtokába, a Magellán-szorost csakhamar rettegve kerülték veszélyei miatt, sőt 38 évvel felfedezése után már úgy beszéltek róla mint járhatatlan útról. (Így használhatta Francis Drake mint biztos menedéket, amikor a spanyol hajókat fosztogatta.) Álma, a kelet felé vezető kereskedelmi út csak néhány cethalász és merész vitorlás által maradt használatban, és amikor Woodrow Wilson amerikai elnök 1913 őszén megnyitotta a Panama-csatornát, a Magellán-szoros végleg érdektelenné vált. 
A Fülöp-szigetek ugyanakkor az ő felfedezése nyomán vált spanyol gyarmattá, és később önálló, keresztény országgá, így a földgolyónak ezen a pontján – ahol a halálát lelte – maradandó a történelmi szerepe. 